# نایترزن
نایترزن (به آلمانی: Neitersen) یک شهر در آلمان است که در راینلاند-فالتس واقع شده‌است.

## خصوصیات
نایترزن ۸۳۴ نفر جمعیت دارد.